# دنيا البنات (فلم)
دنيا البنات فيلم مصري تم إنتاجه عام 1962 ومدة الفيديو 88 دقيقة.

## قصة الفيلم
أسرة مكونه من تسعة أبناء، الأب موظفٌ بسيط تزوجت كبرى بناته من موظف، والتالية انتهت من شهادتها المتوسطة، وتطمع في الزواج من ابن أحد أقاربهم الأثرياء، لكنها تكتشف أنه يريد أن يلهو معها فتقرر العمل لمساعدة والدها. تتعرف على أحمد في الطريق بعد أن كاد يصدمها بسيارته، وتتعرف على زميلاتها في العمل ولكل منهن قصة، فهالة تحب يوسف وتعاني من زوج أمها العاطل، الذي يستغل مرتبها في شرب الخمر، كما أنه يتلصص عليها ويتحرش بها. أمينة تحب محمود الأناني الذي يريد لها أن تترك العمل ولكنها تصر على العمل لمساعدة والدها المسن. كوثر من أسرة ميسورة ولكنها تعمل من أجل الوفاء بكمالياتها، أما أحمد فقد باع نفسه لصاحب العمل بأن تزوج من ابنته ناني وهى فتاة لاهية تعتبره أحد ممتلكاتها. قرر أحمد قطع علاقته بزينب بعد أن علم أن زوجته حامل، علمت زينب أن أحمد متزوج فقررت الزواج من الموظف الذي أحضره لها زوج أختها. تقدم يوسف للزواج من هالة بينما تخلى محمود عن أنانيته وسمح لأمينة بالاستمرار في العمل. علم أحمد أن زوجته تدعي الحمل فقرر الخلاص من عبوديتها والزواج من زينب.

## طاقم العمل

### أبطال الفيلم
- ماجده بدور زينب دسوقي
- رشدي أباظه بدور أحمد شكري
- شويكار بدور ناني
- محمد سلطان بدور سامي
- زينات صدقي بدور خديجه
- سعيد أبو بكر بدور مصطفى زوج سكينه
- عبد الخالق صالح بدور دسوقي أفندي
- زيزي مصطفى بدور أمينه
- سلوى سعيد بدور كوثر
- شمس البارودي بدور هاله
- محمد حمدي بدور يوسف
- جمال حمدي بدور محمود
- أحمد لوكسر بدور زوج ام هاله
- كوثر رمزي بدور سكينه دسوقي
- شفيق نور الدين بدور والد أمينه
- عباس رحمي بدور والد ناني
- ثريا فخري
- سعيد خليل بدور فتحي
- مختار السيد بدور رجب

### مونتاج
- سعيد الشيخ مونتير
- ما سيل صالح نيجاتيف
- مصطفى مختار مركب الفيلم
- حسن الجنايني م. مونتاج
- جلال الغزالي م. مونتاج

### صوت
- نيفيو أورفانللي مهندس الصوت
- حسن الشاعر م. صوت
- عباس مبروك م. صوت
- مصطفى العشري م.صوت
- عبدالقادر علي م.صوت

### إخراج
- سعد عرفه المخرج
- سيمون صالح مساعد مخرج
- عبدالمجيد سالم مساعد مخرج

### تأليف
- سعد عرفة قصة وسيناريو وحوار

### ديكور
- ماهر عبدالنور مهندس الديكور
- نجيب خوري منسق المناظر
- ستوديوهات جلال المناظر الداخلية

### تصوير
- برونو سالفي مدير التصوير
- ضياء الدين المهدي مصور
- فوزي إبراهيم م. مصور

### معمل
- ستوديوهات جلال الطبع والتحميض
- محمد السيسي مدير المعمل

### إنتاج
- ماري كويني منتج
- محمود عبداللطيف مدير الإنتاج

### موسيقى
- فؤاد الظاهري الموسيقى التصويرية

### كاستينح
- إمام عويس ريجيسير

### فوتوغرافيا
- شركة مصر الفوتوغرافية التصوير الفوتوغرافي

### جرافيكس
- يوسف فرنسيس لوحات التتر

### توزيع
- الشرق لتوزيع الأفلام موزع